# Clytemnestra scutellata
Clytemnestra scutellata är en kräftdjursart som beskrevs av James Dwight Dana 1849. Clytemnestra scutellata ingår i släktet Clytemnestra och familjen Clytemnestridae. Arten är reproducerande i Sverige. Inga underarter finns listade i Catalogue of Life.

## Bildgalleri

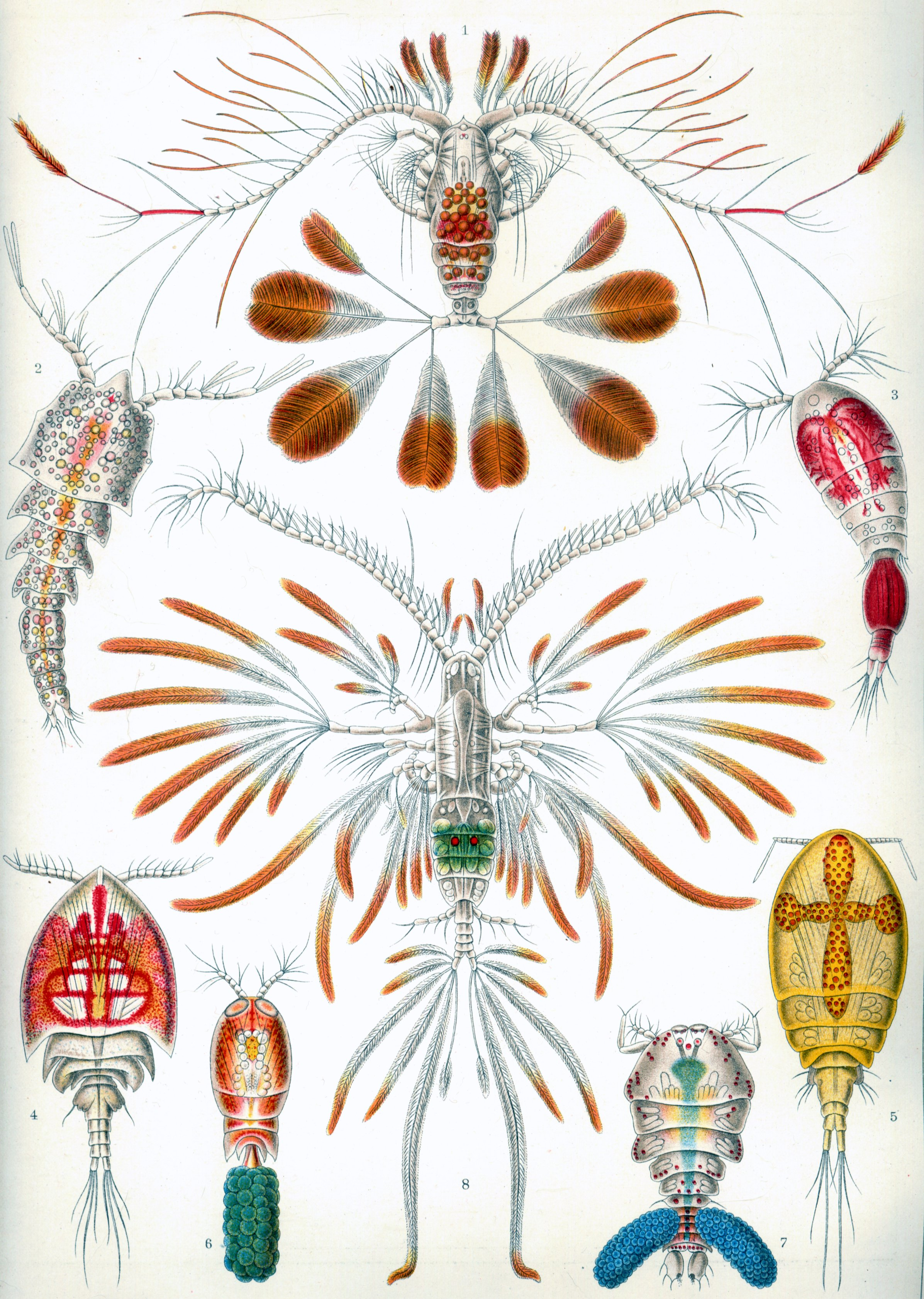